# Pavana

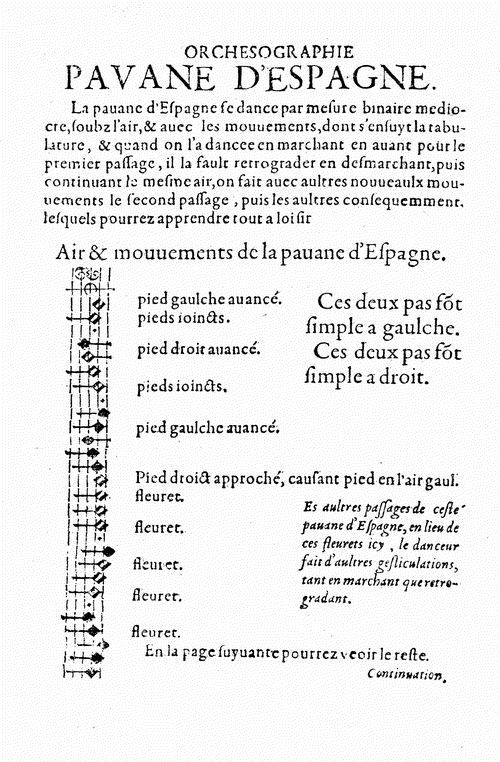
Dobový popis tanečních kroků pavany

Pavana je pomalý ceremoniální tanec španělsko-italského původu, obvykle v sudém tempu. V 16. století byl populární ve vyšší společnosti po celé Evropě, počátkem 17. století však vyšel z módy. Jako hudební věta se vyskytoval i později, v barokních suitách ještě ve 2. polovině 17. století a ve francouzské formě tombeau až do 18. století. Ozvuky pavany se v umění objevují až do současnosti, často jako evokace dávné minulosti, například v Ravelově skladbě Pavana za mrtvou infantku.